# Битка у заливу Вела
Битка у заливу Вела (енгл. Battle of Vella Gulf), вођена 6. августа 1943. између америчких и јапанских разарача, била је америчка поморска победа током битке за Соломонова острва на пацифичком фронту Другог светског рата.

## Позадина
Залив Вела је морско подручје у централном делу Соломонових острва, између острва Вела Лавела, Коломбангара и Гиза. Током битке за Соломонова острва, Јапанци су одлучили да ојачају и упорно бране централна Соломонова острва и да се тако супротставе америчкој офанзиви. Због америчке превласти у ваздуху довлачили су трупе и материјал претежно разарачима ноћу (ти брзи транспорти названи су Токио Експрес).

## Битка
Дознавши да састав од 4 разарача (на три је било укрцано око 900 војника и 50 тона ратног материјала, а четврти их је обезбеђивао) плови од острва Бугенвила, Американци су против њега 6. августа око подне упутили 6 разарача. Командант америчке флотиле добио је овлашћење да слободно дејствује после упловљавања у залив Вела кроз пролаз Гизо.
Око 23 часа и 30 минута амерички дивизиони пловили су кроз залив Вела у две колоне, на растојању од 2 наутичке миље. Радаром са командног брода откривени су противнички бродови у 23 часа и 33 минута (у смеру 351°, на даљини око 18.000 м) како плове у колони према југу, брзином од око 25 чворова. Три минута касније наређен је торпедни напад. Разарачи 12. дивизиона извршили су торпедни напад у 23 часа и 41 минут, са удаљености од око 5.700 м и окренули се у противкурс да би се прикључили 15. дивизиону који је вршио маневар обухвата чела противника, а после експлозије торпеда отворио артиљеријску ватру на потпуно изненађеног противника. Само је јапански разарач Шигуре (енгл. Shigure), који је обезбеђивао остале разараче, успео да у 23 часа и 45 минута лансира 8 торпеда, али без успеха. Благодарећи бољој увежбаности састава у извођењу ноћних торпедних напада са радаром, уз артиљеријску подршку, Американци су успели да униште 3 јапанска разарача и око 1.500 људи и спреше ојачавање одбране острва Коломбангара.